# Ken Caminiti
Kenneth Gene Caminiti (Hanford, California, 21 de abril de 1963-El Bronx, Nueva York, 10 de octubre de 2004), más conocido como Ken Caminiti, fue un jugador profesional estadounidense de béisbol que se desempeñó en la posición de tercera base en las Grandes Ligas de Béisbol (MLB). Logró obtener tres Guantes de Oro.

## Carrera
Caminiti jugó como profesional ocho temporadas en Houston Astros (1987-1994), después pasó a San Diego Padres (1995-1998), luego regresó a Houston Astros (1999-2000), posteriormente se unió a Texas Rangers (2001), y finalmente, a Atlanta Braves, donde jugó una temporada (2001), y fue el equipo en el que se retiró.

## Premios
Fue galardonado con el Guante de Oro en tres oportunidades (1995, 1996 y 1997).